# La bella de Roma
 La bella de Roma (títol original en italià: La bella di Roma) és una pel·lícula italiana dirigida per Luigi Comencini, estrenada el 1955. Ha estat doblada al català.

## Argument
A Roma, Nannina és promesa amb Mario, un boxejador empresonat després d'una baralla amb un policia. És contractada com a caixera a la taverna d'Oreste, un vidu que l'afalaga aviat. Gracco, un veí d'Oreste, li fa igualment la cort, encara que casat amb Ines...

## Repartiment
- Silvana Pampanini: Nannina
- Alberto Sordi: Gracco
- Paolo Stoppa: Oreste
- Antonio Cifariello: Mario
- Luisella Beghi: Ines
- Sergio Tofano: Agostino
- Lina Volonghi: Tina
- Carlo Picchiotti: Gigetto
- Betty Foa: Sor Celeste
- Bice Valori: Sor Serafina
- Francesco Patrizi: El comissari
- Gigi Reder: Luigi
- Ciccio Barbi: El capellà
- Giulio Calì: El criat
- Ettore Jannetti: el policia
- Mario Meniconi: « C »